# Lijst van zoetwater-aquariumplanten

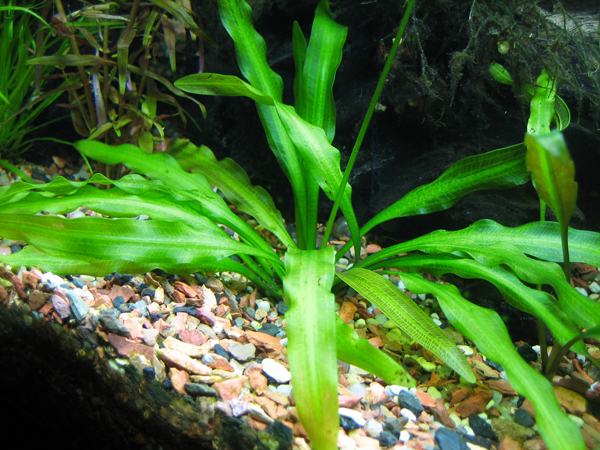
Aponogeton undulatus

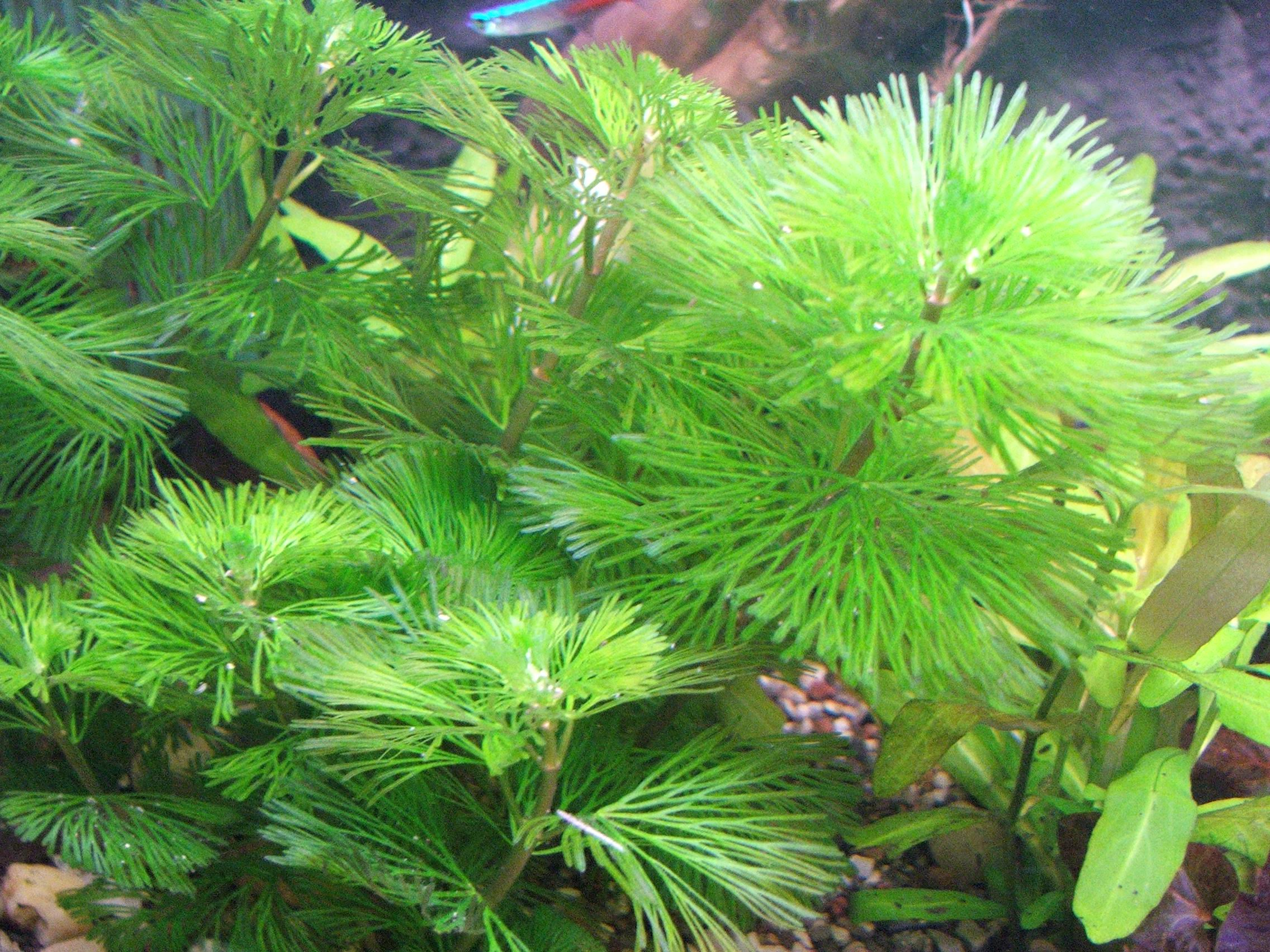
Cabomba aquatica

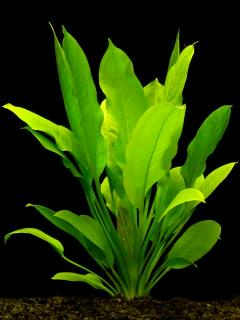
Echinodorus bleheri

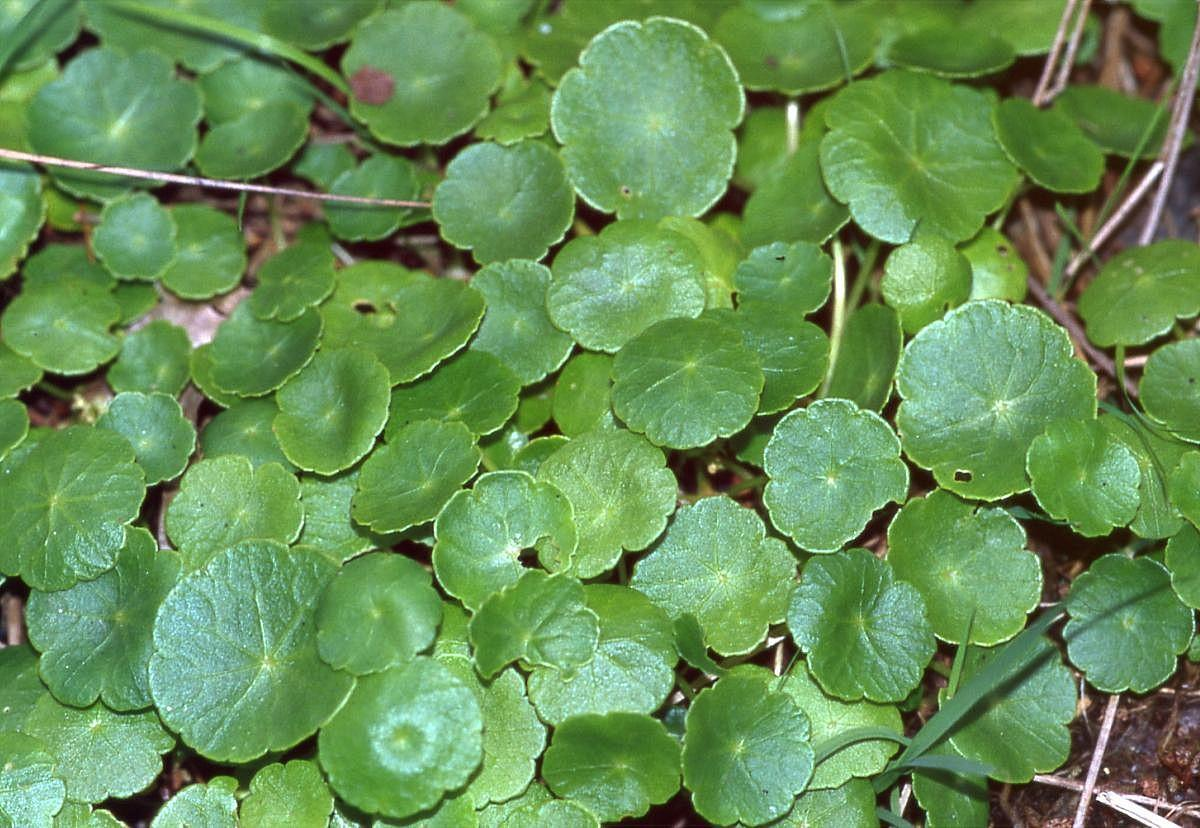
Hydrocotyle vulgaris

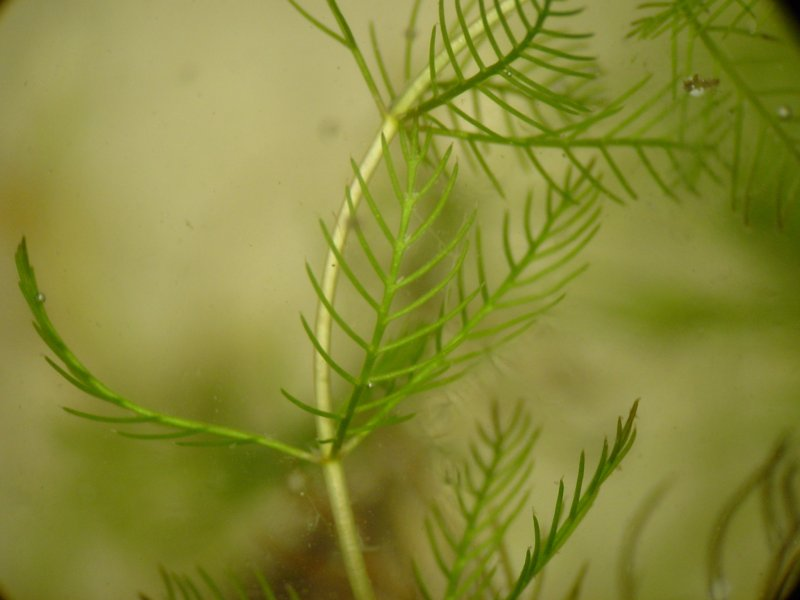
Myriophyllum spicatum

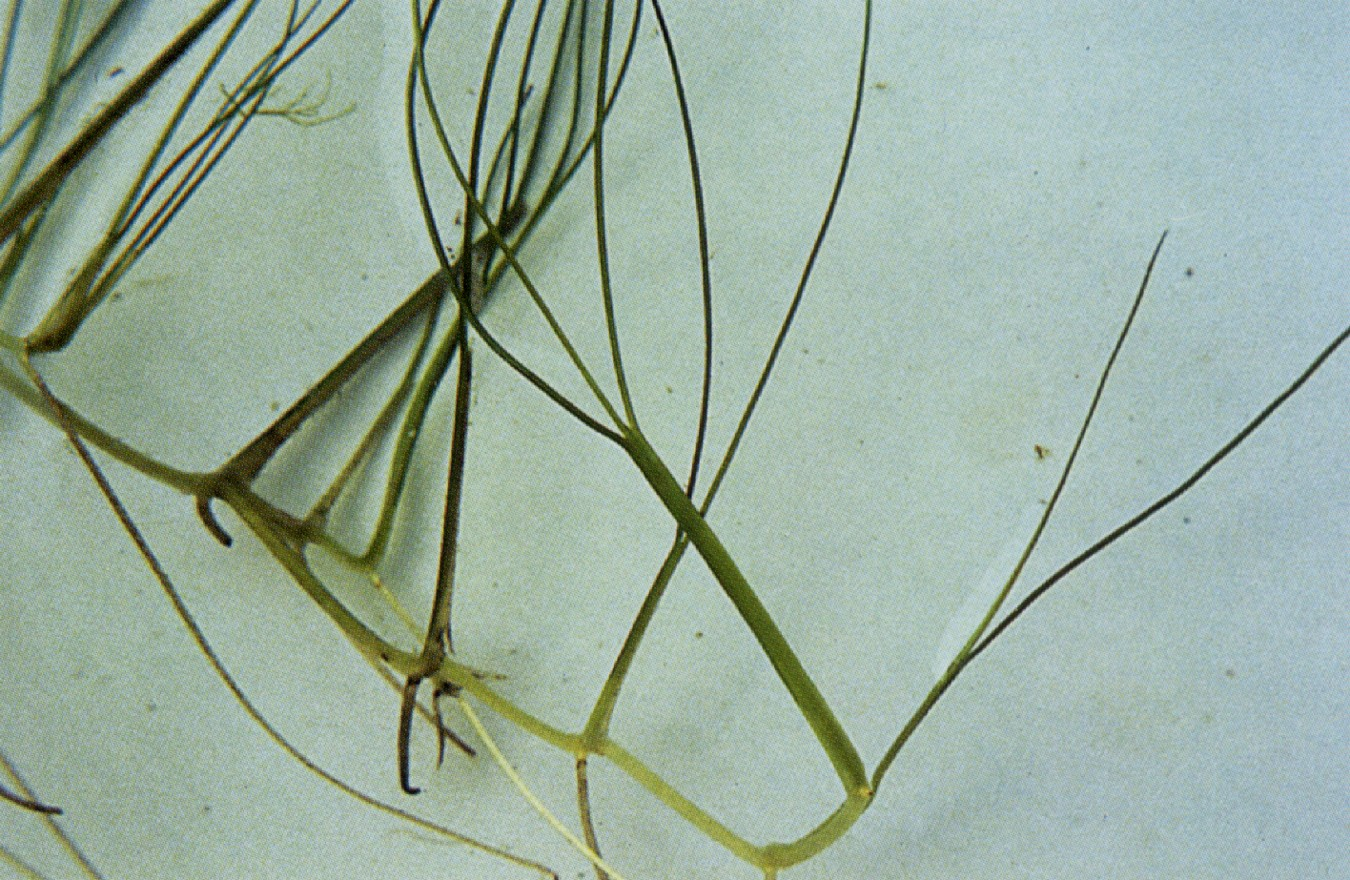
Ruppia maritima

Onderstaande is een lijst van zoetwater-aquariumplanten.
- Acorus calamus
- Alisma gramineum
- Alternanthera bettzichiana
- Alternanthera lilacina
- Alternanthera philoxeroides
- Alternanthera reineckii "rosaefolia"
- Alternanthera sessilis
- Ammania gracilis
- Ammania latifolia
- Ammania senegalensis
- Anubias afzelii
- Anubias barteri var. barteri
- Anubias barteri var. angustifolia
- Anubias barteri var. caladiifolia
- Anubias barteri var. glabra
- Anubias barteri var. nana
- Anubias gilletti
- Anubias gracilis
- Anubias hastifolia
- Anubias heterophylla
- Anubias pynaertii
- Aponogeton appendiculatus
- Aponogeton bernierianus
- Aponogeton boivinianus
- Aponogeton capuronii
- Aponogeton crispus
- Aponogeton decartyi
- Aponogeton desertorum
- Aponogeton dioecus
- Aponogeton distachyos
- Aponogeton elongatus
- Aponogeton fenestralis
- Aponogeton henkelianus
- Aponogeton junceus
- Aponogeton longiplumulosus
- Aponogeton loriae
- Aponogeton madagascariensis
- Aponogeton natans
- Aponogeton rigidifolius
- Aponogeton tenuispicatus
- Aponogeton ulvaceus
- Aponogeton undulatus
- Armoracia aquatica
- Azolla caroliniana
- Azolla filiculoïdes
- Azolla pinnata
- Bacopa amplexicaulis
- Bacopa australis
- Bacopa caroliniana
- Bacopa crenata
- Bacopa monnieri
- Bacopa myriophylloides
- Bacopa rotundifolia
- Baldellia ranunculoides
- Barclaya longifolia
- Barclaya motleyi
- Blyxa aubertii
- Blyxa echinosperma
- Blyxa japonica
- Blyxa novoguineensis
- Blyxa octandra
- Bolbitis heteroclita
- Bolbitis heudelotii
- Cabomba aquatica
- Cabomba caroliniana
- Cabomba furcata
- Cabomba palaeformis
- Cabomba piauhyensis
- Caldesia parnassifolia
- Calla palustris
- Callitriche hamulata
- Callitriche hermaphroditica
- Callitriche palustris
- Callitriche stagnalis
- Cardamine lyrata
- Cardamine rotundifolia
- Ceratophyllum demersum
- Ceratophyllum submersum
- Ceratopteris cornuta
- Ceratopteris pteridoides
- Ceratopteris thalictroides
- Cladophora aegagropila
- Crassula aquatica
- Crassula helmsii
- Crinum calamistratum
- Crinum natans
- Crinum purpurascens
- Crinum thaianum
- Cryptocoryne affinis
- Cryptocoryne alba
- Cryptocoryne albida
- Cryptocoryne aponogetifolia
- Cryptocoryne auriculata
- Cryptocoryne axelrodii
- Cryptocoryne balansae
- Cryptocoryne beckettii
- Cryptocoryne blassii
- Cryptocoryne bogneri
- Cryptocoryne bullosa
- Cryptocoryne ciliata
- Cryptocoryne cognata
- Cryptocoryne costata
- Cryptocoryne crispatula
- Cryptocoryne cruddasiana
- Cryptocoryne diderici
- Cryptocoryne elliptica
- Cryptocoryne ferruginea
- Cryptocoryne fusca
- Cryptocoryne grabowskii
- Cryptocoryne gracilis
- Cryptocoryne griffithii
- Cryptocoryne huegelii
- Cryptocoryne legroi
- Cryptocoryne longicauda
- Cryptocoryne lucens
- Cryptocoryne lutea
- Cryptocoryne minima
- Cryptocoryne moehlmannii
- Cryptocoryne nevillii
- Cryptocoryne nurii
- Cryptocoryne parva
- Cryptocoryne petchii
- Cryptocoryne pontederiifolia
- Cryptocoryne purpurea
- Cryptocoryne retrospiralis
- Cryptocoryne siamensis
- Cryptocoryne spiralis
- Cryptocoryne thwaitesii
- Cryptocoryne tonkinensis
- Cryptocoryne undulata
- Cryptocoryne usteriana
- Cryptocoryne venemae
- Cryptocoryne versteegii
- Cryptocoryne walkeri
- Cryptocoryne wendtii 'Tropica'
- Cryptocoryne x willisii
- Cryptocoryne zewaldiae
- Cryptocoryne zonata
- Cryptocoryne zukalii
- Cyperus alternifolius
- Cyperus helferi
- Cyperus papyrus
- Damasonium alisma
- Didiplis diandra
- Echinodorus africanus
- Echinodorus amazonicus
- Echinodorus andrieuxii
- Echinodorus angustifolius
- Echinodorus argentinensis
- Echinodorus aschersonianus
- Echinodorus barthii
- Echinodorus berteroi
- Echinodorus bleheri
- Echinodorus bolivianus
- Echinodorus brevipedicellatus
- Echinodorus cordifolius
- Echinodorus fluitans
- Echinodorus grandiflorus
- Echinodorus horemanii
- Echinodorus horizontalis
- Echinodorus humilis
- Echinodorus latifolius
- Echinodorus longiscapus
- Echinodorus macrophyllus
- Echinodorus martii
- Echinodorus major
- Echinodorus opacus
- Echinodorus osiris
- Echinodorus 'Ozelot'
- Echinodorus palaefolius
- Echinodorus paniculatus
- Echinodorus parviflorus
- Echinodorus pelliscidus
- Echinodorus quadricostatus
- Echinodorus radicans
- Echinodorus rigidifolius
- Echinodorus 'Rubin'
- Echinodorus rubra
- Echinodorus schlueteri
- Echinodorus subalatus
- Echinodorus tenellus
- Echinodorus tunicatus
- Echinodorus uruguayensis
- Egeria densa
- Egeria naias
- Eichhornia crassipes
- Eichhornia diversifolia
- Elatine hydropiper
- Elatine macropoda
- Eleocharis acicularis
- Eleocharis dulcis
- Eleocharis minima
- Eleocharis obtusa
- Eleocharis parvula
- Eleocharis vivipara
- Elodea canadensis
- Elodea nuttallii
- Elodea occidentalis
- Eriocaulon sp.
- Eusteralis stellata
- Fittonia argyroneura
- Fontinalis antipyretica
- Glossadelphus zollingeri
- Glossostigma diandrum
- Glossostigma elatinoides
- Gymnocoronis spilanthoides
- Hemianthus callitrichoides
- Hemianthus micranthemoides
- Heteranthera dubia
- Heteranthera reniformis
- Heteranthera zosterifolia
- Hippuris vulgaris
- Hottonia inflata
- Hottonia palustris
- Hydrilla verticillata
- Hydrocharis morsus-ranae
- Hydrocleis nymphoides
- Hydrocotyle leucocephala
- Hydrocotyle sibthorpioides
- Hydrocotyle verticillata
- Hydrocotyle vulgaris
- Hydrothrix gardneri
- Hydrotriche hottoniiflora
- Hygrophila angustifolia
- Hygrophila corymbosa 'crispa'
- Hygrophila corymbosa 'glabra'
- Hygrophila corymbosa 'gracilis'
- Hygrophila corymbosa 'siamensis'
- Hygrophila corymbosa 'strigosa'
- Hygrophila difformis
- Hygrophila guianensis
- Hygrophila lacustris
- Hygrophila lancea
- Hygrophila natalis
- Hygrophila polysperma
- Hygrophila salicifolia
- Hygrophila stricta
- Hygroryza aristata
- Isoetes lacustris
- Isoetes malinverniana
- Isoetes velata
- Isolepis setracea
- Juncus repens
- Lagarosiphon madagascariensis
- Lagarosiphon major
- Lagenandra dewitii
- Lagenandra insignis
- Lagenandra koenigii
- Lagenandra lancifolia
- Lagenandra nairii
- Lagenandra ovata
- Lagenandra thwaitesii
- Lemna gibba
- Lemna minor
- Lemna paucicostata
- Lemna perpusilla
- Lemna trisulca
- Lilaeopsis brasiliensis
- Lilaeopsis carolinensis
- Lilaeopsis macloviana
- Lilaeopsis mauritiana
- Lilaeopsis novae-zelandiae
- Lilaeopsis ruthiana
- Limnobium laevigatum
- Limnobium spongia
- Limnocharis flava
- Limnophila aquatica
- Limnophila aromatica
- Limnophila glabra
- Limnophila heterophylla
- Limnophila indica
- Limnophila sessiflora
- Limnophila sessiliflora
- Lindernia crustacea
- Lindernia rotundifolia
- Littorella uniflora
- Lobelia cardinalis
- Lobelia dortmanna
- Lomariopsis sp.
- Ludwigia alternifolia
- Ludwigia arcuata
- Ludwigia glandulosa
- Ludwigia helminthorrhiza
- Ludwigia inclinata
- Ludwigia inclinata var. verticellata 'Cuba'
- Ludwigia mullertii
- Ludwigia natans
- Ludwigia palustris
- Ludwigia pulvinaris
- Ludwigia repens
- Luronium natans
- Lycopodiella inundata
- Lysimachia nummularia
- Marsilea crenata
- Marsilea drummondii
- Marsilea hirsuta
- Marsilea pubescens
- Marsilea quadrifolia
- Mayaca fluviatilis
- Mayaca vandellii
- Micranthemum umbrosum
- Microsorum pteropus
- Monosolenium tenerum
- Myriophyllum alterniflorum
- Myriophyllum aquaticum
- Myriophyllum elatinoides
- Myriophyllum heterophyllum
- Myriophyllum hippuroides
- Myriophyllum matogrossense
- Myriophyllum proserpinacoides
- Myriophyllum scabratum
- Myriophyllum spicatum
- Myriophyllum tuberculatum
- Myriophyllum ussuriense
- Myriophyllum verticillatum
- Myriophylumm oguraense
- Najas graminea
- Najas guadelupensis
- Najas indica
- Najas marina
- Najas minor
- Najas pectinata
- Nesaea crassicaulis
- Nitella capillaris
- Nitella flexilis
- Nitella gracilis
- Nomaphila siamensis
- Nomaphila stricta
- Nuphar advenum
- Nuphar japonica
- Nuphar luteum
- Nuphar pumilum
- Nuphar sagittifolium
- Nymphaea alba
- Nymphaea lotus
- Nymphaea lotus var. rubra
- Nymphaea micrantha
- Nymphaea pubescens
- Nymphaea pygmea
- Nymphaea stellata
- Nymphaea zenkeri 'Red'
- Nymphoides aquatica
- Nymphoides humboldtiana
- Nymphoides indica
- Nymphoides peltata
- Orontium aquaticum
- Ottelia alismoides
- Ottelia mesenterum
- Ottelia ulvifolia
- Phyllanthus fluitans
- Pilularia americana
- Pilularia globulifera
- Pistia stratiotes
- Pogostemon helferi
- Pogostemon stellatus
- Pontederia cordata
- Potamogeton coloratus
- Potamogeton crispus
- Potamogeton densus
- Potamogeton filiformis
- Potamogeton gayi
- Potamogeton gramineus
- Potamogeton lucens
- Potamogeton malaianus
- Potamogeton natans
- Potamogeton perfoliatus
- Proserpinaca palustris
- Ranunculus aquatilis
- Ranunculus limosella
- Regnellidium diphyllum
- Riccia fluitans
- Ricciocarpus natans
- Rorippa aquatica
- Rotala indica
- Rotala macrandra
- Rotala rotundifolia
- Rotala wallichii
- Ruellia difformis
- Ruppia maritima
- Sagittaria chapmani
- Sagittaria eatonii
- Sagittaria filiformis
- Sagittaria graminea
- Sagittaria guyanensis
- Sagittaria isoëtiformis
- Sagittaria latifolia
- Sagittaria microfila
- Sagittaria montevidensis
- Sagittaria natans
- Sagittaria papillosa
- Sagittaria platyphylla
- Sagittaria pusilla
- Sagittaria sagittifolia
- Sagittaria subulata
- Salvinia auriculata
- Salvinia cucullata
- Salvinia minima
- Salvinia natans
- Salvinia oblongifolia
- Salvinia rotundifolia
- Samolus valerandi
- Saururus cernuus
- Selaginella sp.
- Shinnersia rivularis
- Spathiphyllum tasson
- Spathiphyllum wallisii
- Spiranthes romanzoffiana
- Spirodela polyrhiza
- Stratiotes aloides
- Subularia aquatica
- Synnema triflorum
- Taxiphyllum barbieri
- Tonina fluviatilis
- Trapa natans
- Triglochin maritima
- Triglochin palustre
- Triglochin striata
- Typha angustifolia
- Typha latifolia
- Utricularia gibba
- Utricularia graminifolia
- Utricularia minor
- Utricularia vulgaris
- Vallisneria americana
- Vallisneria asiatica
- Vallisneria asiatica var. biwaensis
- Vallisneria gigantea
- Vallisneria neotropicalis
- Vallisneria rubra
- Vallisneria spiralis
- Vallisneria tortifolia
- Vallisneria tortissima
- Versicularia dubyana (Javamos)
- Wolffia arrhiza
- Wolffia microscopica
- Wolffiella floridana
- Zannichellia palustris